# Autodrome Val-Bélair
L'autodrome Val-Bélair était un circuit automobile ovale de 536 m (1/3 de mille) situé dans le quartier Val-Bélair de l'arrondissement de la Haute-Saint-Charles de la ville de Québec (Canada), anciennement la ville de Val-Bélair (1974-2002). 
Inauguré en 1961 sous le nom de Québec Modern Speedway, l'autodrome faisait alors partie de la municipalité de Val-Saint-Michel. Aussi appelé Autodrome de Québec pendant quelques années, il a cessé ses activités à la fin de la saison 1987 pour faire place à un développement immobilier.
Pendant près de trois décennies, il a fait les beaux jours du stock-car dans la région de Québec grâce à des pilotes comme Denis Giroux, Marcel Corriveau, Jack Lessard, Félix Bélanger, Jean-Paul Cabana, Langis Caron, Bertrand Savoie, Michel Roussin, Serge Côté, René Trahan,Gaston Deblois (21) et de nombreux autres.
En plus des courses de stock car sur sa piste ovale, l'endroit était célèbre pour ses courses en forme de 8 et ses nombreux spectacles de cascadeurs, notamment les sauts au-dessus de trois autobus scolaires des frères Jack et Louis Lessard, les numéros d'adresse de la troupe Hell Drivers  ou les exploits du motocycliste mexicain Jose Canuc.

## Vainqueurs de courses de la série NASCAR North Tour etACT Pro Stock Tour
- 11 août 1979 Robbie Crouch
- 9 septembre 1979 Langis Caron
- 7 juin 1980 Robbie Crouch
- 2 août 1980 Mike Barry
- 30 août 1980 Langis Caron
- 6 juin 1981 Jean-Paul Cabana
- 1er août 1981 Dick McCabe
- 5 septembre 1981 Jean-Paul Cabana
- 16 mai 1982 Dick McCabe
- 5 juin 1982 Jean-Paul Cabana
- 31 juillet 1982 Jean-Paul Cabana
- 22 mai 1983 Dick McCabe
- 30 juillet 1983 Dick McCabe
- 13 mai 1984 Jean-Paul Cabana
- 22 juillet 1984 Jean-Paul Cabana
- 27 juillet 1985 Beaver Dragon
- 26 juillet 1986 Dick McCabe
- 14 septembre 1986 Jamie Aube
- 18 juillet 1987 Robbie Crouch